# 高帽乌头
高帽乌头（学名：Aconitum longecassidatum）为毛茛科乌头属下的一个种。

## 扩展阅读
- 維基物種上的相關：高帽乌头